# Eraldo Pimenta
Eraldo Sorge Sebastião Pimenta (Salto da Divisa ,12 de julho de 1970) é um político brasileiro filiado ao Movimento Democrático Brasileiro (MDB).

## Biografia

### Carreira política
No ano de 2000, foi eleito vereador do município de Uruará, cidade no interior do Pará, pelo Partido do Movimento Democrático Brasileiro (PMDB) com 260 votos. Em 2002, filiou-se ao Partido Progressista Brasileiro (PPB), para concorrer uma cadeira na Assembleia Legislativa do Pará (ALEPA), não obtendo êxito após conquistar 6.600 votos.
Em 2004, disputou ao cargo de prefeito de Uruará, sagrando-se vencedor do pleito após receber 5.709 votos, superando o candidato do Partido dos Trabalhadores (PT), Antônio Paulo de Medeiros, que recebeu 5.213 votos.
Após o primeiro mandato, no ano de 2008, Pimenta retornou ao PMDB, e foi reeleito ao cargo de prefeito, após receber 9.005 votos.
No ano de 2014, concorreu ao cargo de deputado estadual pelo estado do Pará em 2014. Foi eleito após conquistar 30.089 votos. No ano de 2018, concorreu pela reeleição ao cargo, onde foi reconduzido após angariar 43.605 votos. Em 2022, concorreu pela reeleição e conseguiu ao conquistar 51.986 votos.

### Desempenho eleitoral
| Ano  | Cargo                     | Votos  | Resultado  | Ref.   |
| ---- | ------------------------- | ------ | ---------- | ------ |
| 2000 | Vereador de Uruará        | 260    | Eleito     | [ 3 ]  |
| 2002 | Deputado estadual do Pará | 6.600  | Não eleito | [ 4 ]  |
| 2004 | Prefeito de Uruará        | 5.709  | Eleito     | [ 5 ]  |
| 2008 | Prefeito de Uruará        | 9.005  | Eleito     | [ 6 ]  |
| 2014 | Deputado estadual do Pará | 30.089 | Eleito     | [ 11 ] |
| 2018 | Deputado estadual do Pará | 43.605 | Eleito     | [ 12 ] |
| 2022 | Deputado estadual do Pará | 51.986 | Eleito     | [ 13 ] |